# 萨帕塔民族解放军
萨帕塔民族解放军（西班牙語：Ejército Zapatista de Liberación Nacional，缩写为EZLN）是一个长期控制墨西哥最南端的恰帕斯州部分区域的自由意志社會主義政治及武装组织。
自1994年以来，该组织一直与墨西哥政府在名义上处于战争中（不过今日这种冲突更常被描述为一种冷冲突）。近年来，萨帕塔民族解放军更侧重于公民抵抗的策略。萨帕塔运动的主体是当地原住民，但在墨西哥其他地区和国际上拥有不少支持者。该组织的主要发言人是叛乱者副司令加莱诺，此前他曾自称为副司令马科斯，且与其他发言人不同，马科斯并非当地的玛雅人。
该组织的名字来源于墨西哥革命期间的农业革命者、南方解放军的指挥官埃米利亚诺·萨帕塔，该组织亦将自身视为其精神继承者。几乎所有处于萨帕塔民族解放军控制之下的村落里都会挂有萨帕塔、切·格瓦拉和副司令马科斯的壁画。
尽管萨帕塔民族解放军的意识形态近似并被认为是自由意志社會主義，但该组织并不认同自己秉持的是自由意志社会主义，且反对这一定义。萨帕塔民族解放军将自己与更广泛的另類全球化、反新自由主义和社會運動相关联，同时寻求原住民对当地资源，特别是土地的控制。自从萨帕塔民族解放军1994年的起义遭到墨西哥军队的反击后，他们就放弃了军事策略，转而试图争取墨西哥当地公民和国际上的支持。

## 组织方式
萨帕塔民族解放军将自己描述为一个去中心化的组织。副司令马科斯被广泛认为是这一组织的领导者，尽管他本人称组织不存在领导人。该组织的政治决策由社区代表审议并执行，军事上的事务则由组成了总指挥部（原住民革命秘密委员会-总指挥部）的长老们决定。

## 历史

### 背景
恰帕斯州过去曾发生过一系列的起义，如“阶级战争”、1867-1870年的“恰穆拉起义”以及1911年的“帕哈里托战争”。
萨帕塔民族解放军于革命制度党以一党优势制掌政墨西哥50年后兴起。革命制度党的长期执政使得许多年轻人认为合法的政治参与渠道已经关闭，并因此押注于组建秘密的武装组织，以寻求推翻一个他们认为专制的政权并改善人民的生活条件。塞萨尔·赫尔曼·亚涅斯·穆尼奥斯1969年8月6日于墨西哥北部新萊昂州蒙特雷建立的国民解放军也是其中之一。马里奥·阿图罗·阿科斯塔·查帕罗在他撰写的报告《墨西哥境内的颠覆活动》中认为，“他们成功的在韋拉克魯斯州、普埃布拉州、塔巴斯科州、新萊昂州和恰帕斯州建立了自己的行动场所。”
1974年2月，一支由查帕罗率领的部队与墨西哥军队在墨西哥州圣米格尔-内潘特拉发生了冲突，查帕罗部队的一些士兵在冲突中牺牲，据称其中一部分人还被墨西哥军施以酷刑。
这场冲突导致国民解放军失去了行动力，随后其中的激进分子决定另起炉灶。1983年11月17日，他们成立了萨帕塔民族解放军，第一批成员由墨西哥北部的城市居民，恰帕斯州东部偏远的拉斯卡尼亚达斯/拉坎东丛林的玛雅居民，以及一批前国民解放军的成员组成。该组织通过原住民的社会网、墨西哥的农民组织以及墨西哥天主教下的解放神學缓慢成长。1970年代，在天主教聖克里斯托瓦爾-德拉斯卡薩斯教區的努力下，拉坎东丛林的多数原住民社群已拥有与政府机构和地方官员打交道的经验。1980年代，他们加入了农村集体利益协会-工会联盟，但随后的一系列战略冲突使得萨帕塔民族解放军占据了该组织接近一半的成员。

### 20世纪90年代

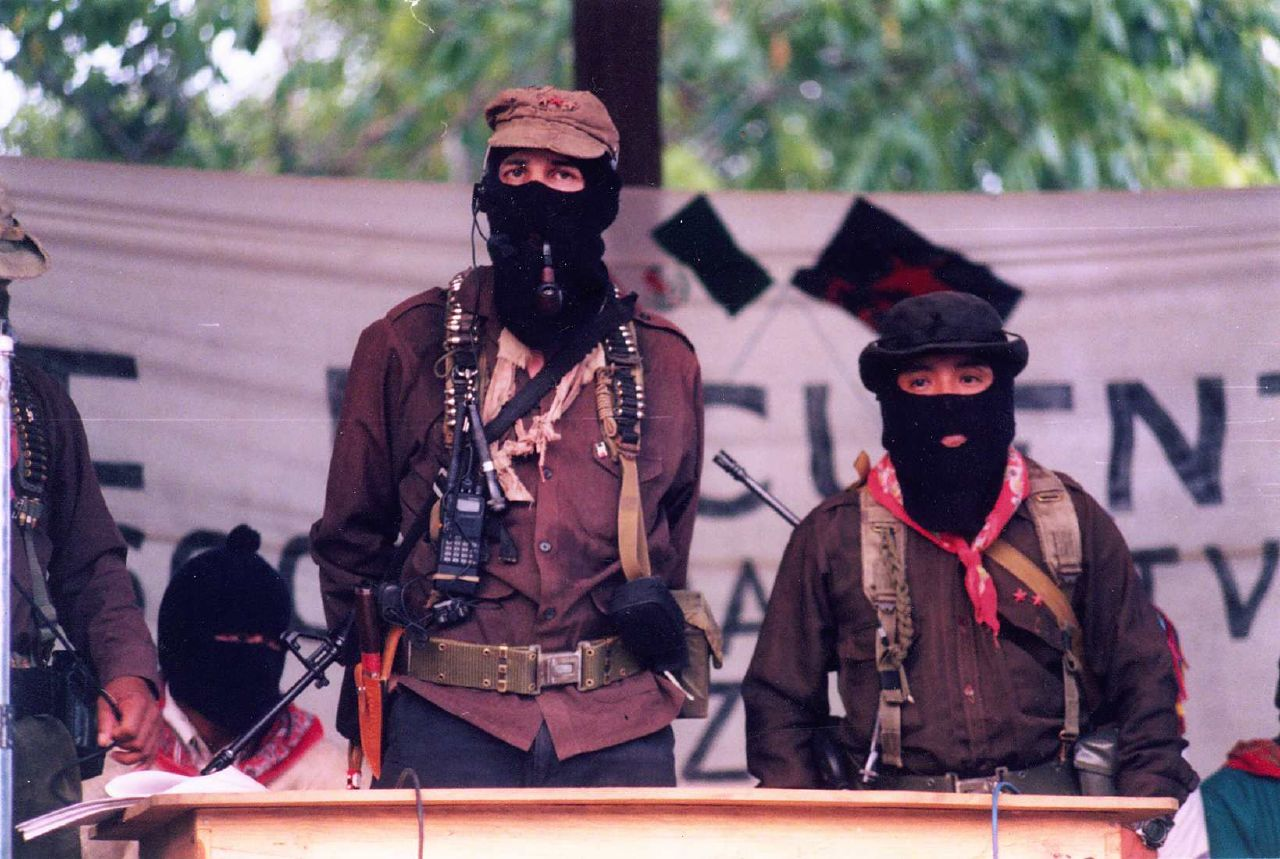
副司令马科斯在几名原住民秘密革命委员会成员的陪同下发表演讲

萨帕塔解放军于1994年1月1日（北美自由贸易协议生效的当天）开始公开活动，并在拉坎东丛林中发表了他们的第一份宣言和革命法。萨帕塔解放军的宣言相当于向墨西哥政府宣战，且他们认为墨西哥政府的统治不合法。萨帕塔解放军强调，由于通过和平抗议（如静坐和游行）没有取得成果，因此他们开始转入武装斗争。

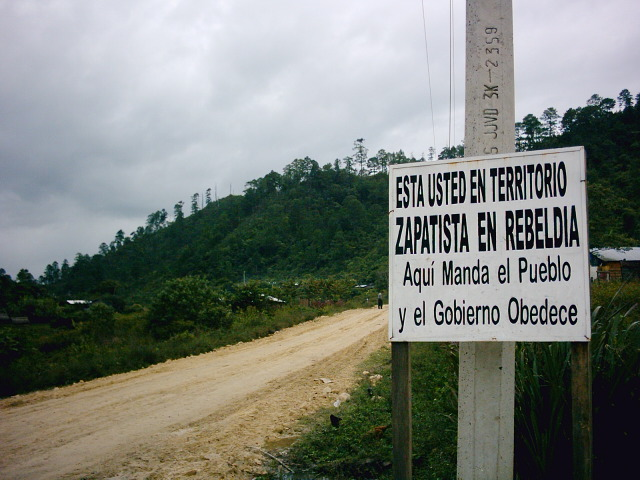
指示行人已进入萨帕塔反叛领地的标识牌，其上写有：“你正在进入反叛的萨帕塔领地，在这里，人民发号施令，政府服从。”

萨帕塔解放军的最初目标是发动革命阻止新自由主義在墨西哥的蔓延。由于他们没能烧起革命之火，于是他们决定借他们的起义呼吁人们关注反对签署北美自由贸易协议的运动——他们相信北美自由贸易协议的签署会招致恰帕斯州不平等现象的蔓延。不过，在北美自由贸易协议签署前，当地的原住民就已对1992年宪法第27条的修订案不满，该修正案呼吁结束土地流通，正式化所有土地所有权——这基本上消除了原住民合法保留土地的可能性。
随后，萨帕塔解放军组织了首次洲際人道和反對新自由主義會議，为反新自由主义者提供平台。萨帕塔解放军也呼吁墨西哥政府进一步民主化，让执政65年的革命制度党下台，并呼吁进行1917年版墨西哥宪法曾规定的土地改革。萨帕塔解放军在最初的宣言中还提到了“独立”的要求，但在萨帕塔解放军与当地的土著组织进一步接触前，墨西哥政府没有把他们当回事。
1994年1月1日，大概3000名萨帕塔解放军部队夺取了恰帕斯高地的六座城镇，但不久后又自行撤回丛林躲避政府军的打击。
劳尔·贝尼特斯·马瑙特（Raúl Benitez Manaut）等人写道，“萨帕塔民族解放军列出了当地原住民不满的清单——不仅是原住民不满这些，这些方面在墨西哥社会的其他群体内也遭到质疑，比如工作、土地、住宅、医疗、教育、独立、自由、正义以及和平”。
1月12日，双方停火。同月，主教萨穆埃尔·鲁伊斯（代表萨帕塔）与墨西哥城前市长曼努埃尔·卡马乔·索利斯（代表政府）开始进行和平谈判。

#### 军事进攻
墨西哥政府对马科斯、哈维尔·埃洛里亚加·贝尔德格、西尔维娅·费尔南德斯·埃尔南德斯（Silvia Fernández Hernández）、豪尔赫·圣地亚哥（Jorge Santiago）、费尔南多·亚内斯（Fernando Yanez）、赫尔曼·比森特（German Vicente）和其他萨帕塔主义者发出了逮捕令。随后萨帕塔民族解放军在拉坎东丛林遭到了墨西哥军队的军事围攻。1995年2月9日，哈维尔·埃洛里亚加被玛格利塔镇附近加维尼亚贝拉斯克斯军营的驻军俘虏，随后被押往恰帕斯州图斯特拉的塞罗维科监狱。1995年2月11日，共和国司法部办公室向全国通报说，政府在墨西哥州开展了一次行动，抓获了14名被认为与萨帕塔分子有牵连的人，其中8人已被移交司法当局，还收缴了一个重要的军火库。司法部办公室还威胁要逮捕圣克里斯托瓦尔的主教萨穆埃尔·鲁伊斯·加西亚，并声称上述人士帮助隐瞒了萨帕塔游击队的行踪，尽管墨西哥左派杂志《进步》多年前就报道过萨帕塔游击队的活动。墨西哥政府很可能早就知道这场起义的存在，但一直没有采取行动。司法部办公室的威胁对罗马教廷与墨西哥的关系产生了不良影响。

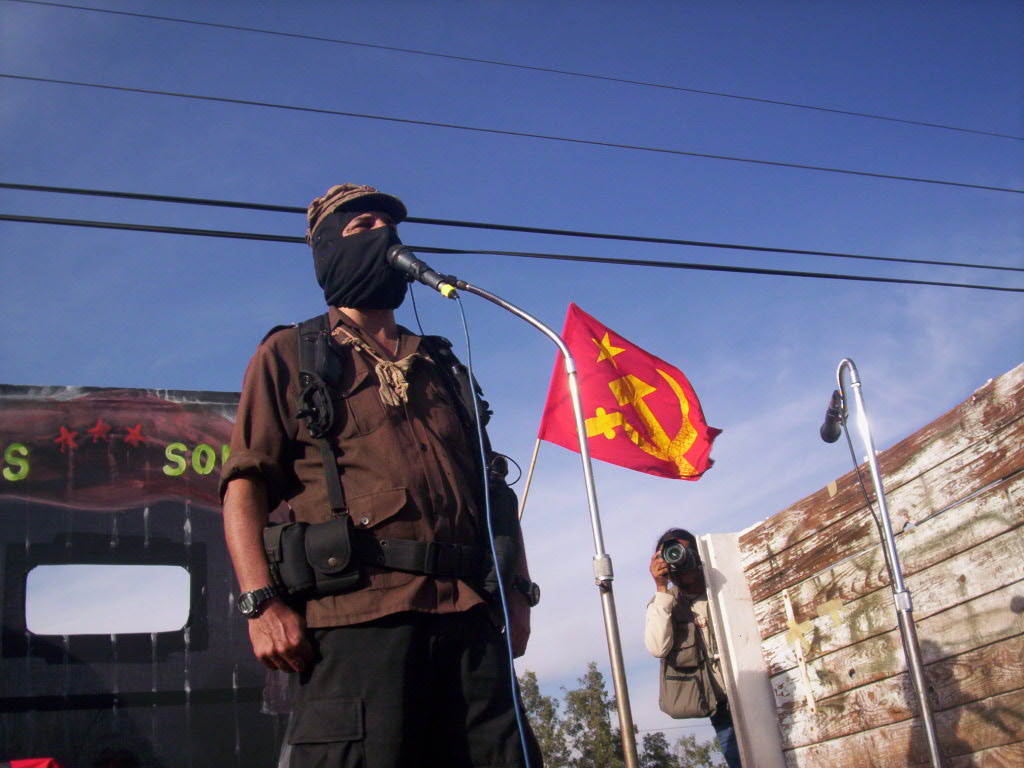
副司令马科斯，摄于2006年3月

为回应墨西哥国家对萨帕塔分子的围攻，内政部长埃斯特万·莫克特苏马·巴拉甘向埃內斯托·塞迪略总统递交了辞呈，但后者拒绝接受。受莫克特苏马抗议的影响，塞迪略总统放弃了军事进攻，转而采取外交手段。墨西哥军队放松了在恰帕斯州的行动，使马科斯得以逃离拉坎东丛林的军事包围圈。为了应对形势的变化，EZLN的朋友们与副司令马科斯一起为内政部副部长路易斯·马尔多纳多·贝内加斯、内政部长埃斯特万·莫克特苏马和时任总统塞迪略编写了一份报告。这份文件强调了马科斯本质上有和平主义的倾向，不愿卷入血腥的战争。文件还指出，墨西哥的边缘化群体和激进左派支持萨帕塔运动。文件还强调，马科斯坚持开放的谈判路径。

### 21世纪00年代
2000年4月，反对党国家行动党的总统候选人比森特·福克斯向副司令马科斯提出了一项新的对话建议，但没有得到答复。5月，一些平民袭击了恰帕斯州波尔霍自治市镇的两名原住民，联邦警察被派去保障该地区的安全。萨帕塔方面的协调人和一些非政府组织称这是“对萨帕塔民族解放军的公然挑衅”。

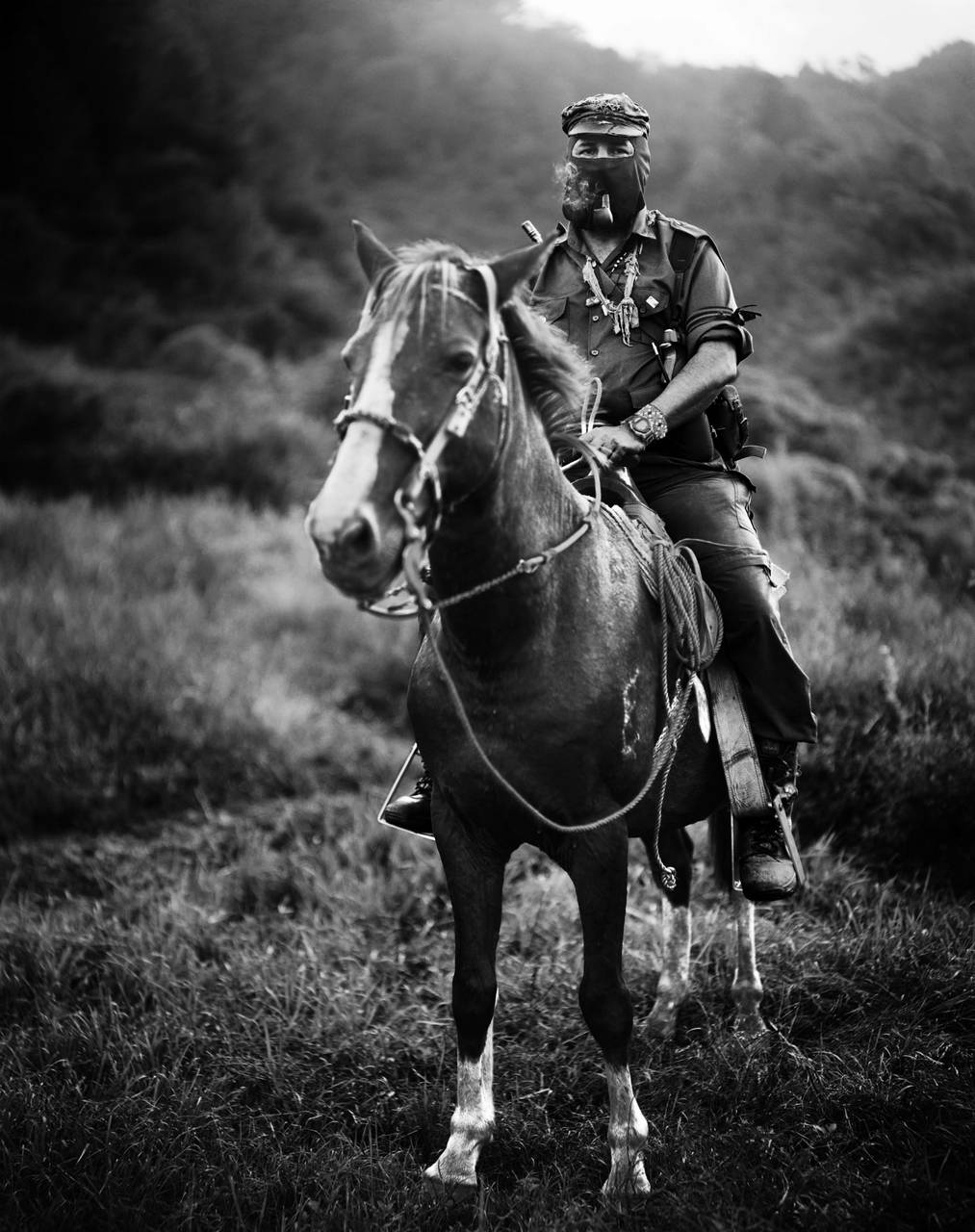
副司令马科斯，摄于1996年

福克斯于2001年当选总统（墨西哥70多年来第一位非革命制度党总统），他当选后的第一项举措就是敦促萨帕塔民族解放军和联邦政府进行对话。然而，萨帕塔方面坚持在关闭7个军事据点之前不会恢复与政府的和平谈判。福克斯随后决定从冲突地区撤军，因此恰帕斯州的所有军队都开始撤离该地区。在做出这一姿态后，副司令马科斯同意与比森特·福克斯政府展开对话，但随后不久便提出了对和平条件的要求，特别是联邦政府必须解除该地区革命制度党准军事组织的武装。萨帕塔主义者向墨西哥城进军以向国会施压，并成立了萨帕塔信息中心，通过该中心交流游击队代表团前往墨西哥城的信息，并发起动员以要求政府遵守萨帕塔民族解放军的对话条件。尽管福克斯早些时候曾表示他可以“在十五分钟内”结束冲突，但萨帕塔方面仍拒绝了政府方面的协议，并在恰帕斯州建立了32个新的“自治市镇”作为回应。萨帕塔民族解放军在没有政府支持的情况下单方面执行了他们的要求，并从国际组织那里获取了一些资金。

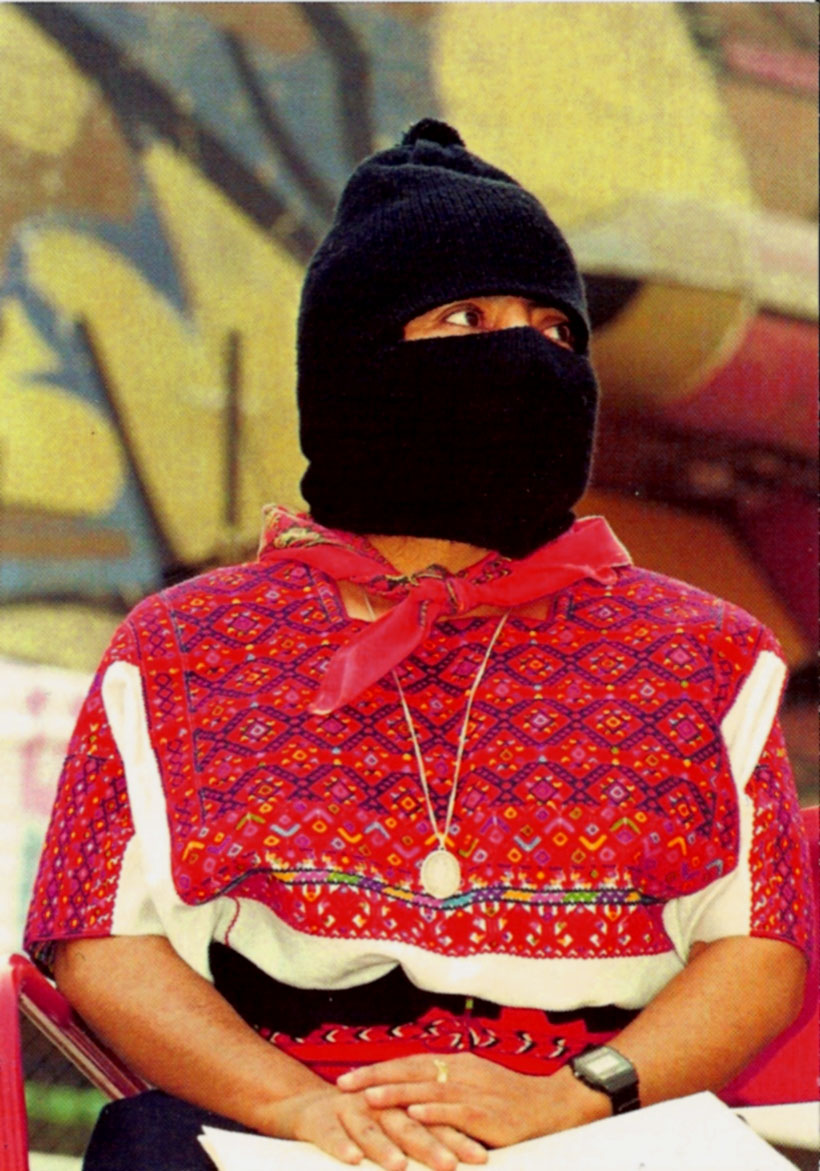
司令拉蒙娜

2005年6月28日，萨帕塔方面提交了《拉坎东丛林第六宣言》，宣布了他们的原则以及对墨西哥和世界的愿景。该宣言重申对约占恰帕斯州人口三分之一的原住民的支持，并表示要将这一事业扩大到“墨西哥所有被剥削和一无所有的人”。萨帕塔民族解放军还在宣言中表示同情国际另类全球化运动，并表示因此支持古巴、玻利维亚、厄瓜多尔和其他地方的左派政府。
2006年5月3日到4日，一系列抗议政府将流动花贩驱逐出特斯科科的一块土地以修建沃尔玛超市的抗议活动爆发。州警和联邦警察向圣萨尔瓦多阿腾科派出了近5000名警员，抗议活动由此成了暴力冲突。当地一个名为“保卫土地社区阵线”的组织表示遵守《拉坎东丛林第六宣言》，并呼吁其他遵守该宣言的地区和全国性组织提供支持。当时，“零号代表”和他的“他者运动”正在附近的墨西哥城，刚刚在那组织了五一活动，他们很快就赶到了现场。随后几天特斯科科暴力事件频发，约有216人被捕，5人被驱逐出境，有30多起对警察施行强奸和性虐待的指控，一名14岁男孩哈维尔·科尔特斯被警察开枪打死。2006年6月7日上午，一名20岁墨西哥国立自治大学经济学学生亚历克西斯·本胡梅亚被警察发射的催泪弹击中头部，此后抢救无效死亡。大部分抗议的组织工作由萨帕塔民族解放军与《第六宣言》的拥护者完成，“零号代表”表示，到所有囚犯获释前，“他者运动”的巡回活动将暂时停止。
2006年底和2007年初，萨帕塔民族解放军（通过副司令马科斯）与美洲其他原住民一道，宣布举行洲际原住民大会。他们邀请美洲和世界各地的原住民于2007年10月11-14日在索諾拉州的瓜伊馬斯附近聚会。会议宣言将这一日期定为“自古老的原住民领地遭到入侵、征服、掠夺及资本主义剥削的战争爆发以来的第515个年头”。指挥官大卫（Comandante David）在接受采访时说：“这次会议的目的是相互认识，了解彼此的痛苦与苦难。这是为了分享我们的经验，因为每个部落都是不同的。”
萨帕塔人民与世界人民的第三次会晤于2007年12月28日至2008年1月1日举行。
2009年1月中旬马科斯代表萨帕塔主义者发表讲话，支持巴勒斯坦人的抵抗，因为“以色列政府训练有素、全副武装的军队继续着死亡和毁灭的行军”。他将以色列政府的行动描述为“典型的军事征服战争”。他说：“巴勒斯坦人民也将抵抗和生存下去，继续斗争，他们的事业将继续得到来自下方的同情”。

### 21世纪10年代
2012年12月21日，数万名萨帕塔民族解放军支持者在恰帕斯州的五个城市（奥科辛戈、玛格利塔、帕伦克、阿尔塔米拉诺和圣克里斯托瓦尔）举行了静默游行。游行进行数小时后，原住民革命秘密委员会-总指挥部以一首诗的形式发表了一份公报，署名为副司令马科斯。这次动员有大约4万名萨帕塔主义者参加，是1994年起义以来规模最大的一次。据《劳动报》估计，这一数字中约有一半人在圣克里斯托瓦尔街头游行，7000人在玛格利塔，8000人在帕伦克；《国家报》则估计，圣克里斯托瓦尔集中了大约1万名参与者。

除了人数之外，他们游行时的沉默以及没有开幕或闭幕词也是这次行动的特点。诗人兼记者赫尔曼·贝林豪森是这一运动的报道专家，他以这种方式结束了他的记事：
这些反叛的原住民能够突然“出现”，在黎明时分悄无声息地“消失”，就像他们来到这座城市时一样整齐，而这座城市在1994年新年EZLN于此发动了令人难忘的起义二十年之后，仍以关怀和好奇的态度接待了他们，没有任何拒绝的表示。在今天暂停活动的市长办公室拱门下，几十名奥科辛戈人聚集在一起，用手机和相机拍摄戴头罩的人们在公园里集会的壮观场面，他们就像玩俄罗斯方块一样，在花坛间穿梭，秩序井然，似乎是精心安排好的，从一开始就迅速安装好平台，举起拳头，静静地说：“我们又来了”。
2013年8月，萨帕塔主义者邀请全世界参加为期三天的狂欢节，庆祝萨帕塔主义者在恰帕斯州五个社区基层自治组织（caracole）成立的十个年头。他们预计将有1500名国际活动人士参加这次名为“自由的小小学校”的活动。
2015年6月，EZLN报告称，恰帕斯州罗萨里奥市的原住民遭到了袭击；这份由副司令莫伊塞斯（Moisés）表明，袭击发生在同年同月。此外，民间社会组织Las Abejas也提出控诉称，一名索西族原住民于2015年6月23日被谋杀。
2016年，在全国原住民大会上，EZLN同意推选一名候选人代表他们参加2018年墨西哥大选。这一决定打破了萨帕塔主义者二十年来拒绝墨西哥选举政治的传统。2017年5月，墨西哥和纳瓦族血统的女性玛丽亚·德赫苏斯·帕特里西奥·马丁内斯被推选参选，但她未能收集到让名字出现在选票上所需的86.6万个签名。
2019年8月底，叛乱副司令加莱亚诺宣布将EZLN扩展到另外11个区。对此，安德烈斯·曼努埃尔·洛佩斯·奥夫拉多尔总统表示，只要不使用暴力，我们欢迎这种扩张。

### 21世纪20年代
EZLN将反对该地区的大型基础设施项目作为主要优先事项。2020年，它宣布开展了“生命之旅”，2021年，萨帕塔主义者访问了欧洲的多个活动团体。
2023年11月，EZLN宣布解散反叛萨帕塔自治市镇（MAREZ），原因是该地区的贩毒集团暴力活动日益增多。当月晚些时候，他们宣布将MAREZ重组为数千个“地方自治政府”（GAL），这些地方自治政府组成了地区范围的“萨帕塔自治政府集体”（CGAZ）和区域范围的“萨帕塔自治政府集体大会”（ACGAZ）。

## 意识形态

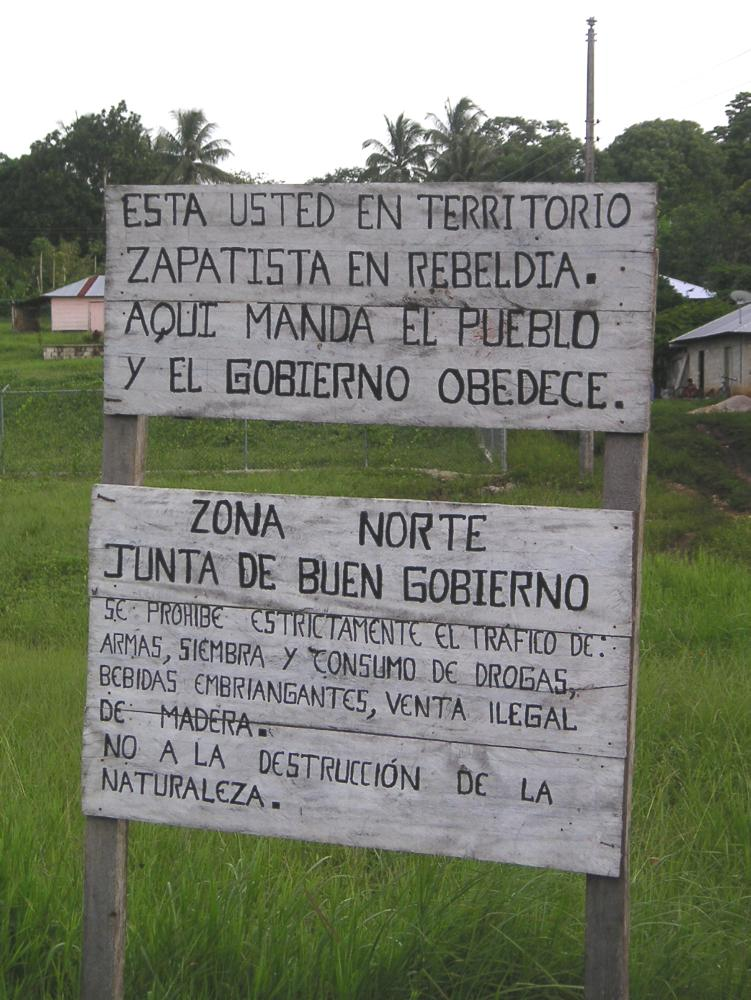
恰帕斯州307号联邦公路，靠上的标志用西班牙语写有“你正在进入反叛的萨帕塔领地，在这里，人民发号施令，政府服从。”靠下的标志则写有“根据北方区善政委员会的规定：严禁走私武器、严禁种吸毒品、严禁酗酒、严禁非法出售木材。不要破坏大自然。”

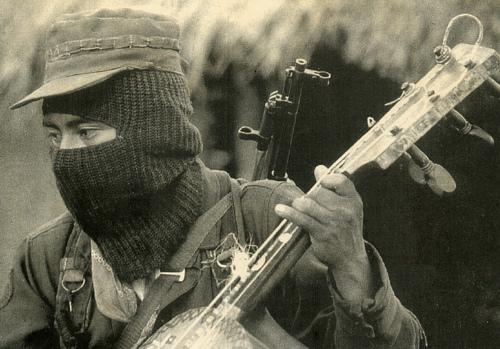
萨帕塔民族解放军的一名成员正在使用吉他演奏乐曲

萨帕塔运动的意识形态主要是新萨帕塔主义，同时混有玛雅人的传统，以及自由意志社會主義、无政府主义、天主教解放神学和马克思主义的元素。墨西哥的无政府主义者及其他拉丁美洲的社会主义者对新萨帕塔主义造成的影响十分明显，而副司令马科斯本人又往其中添加了马克思主义的元素。萨帕塔民族解放军的一则口号体现出互助的理念：“人人有份，我们无份”（Para todos todo, para nosotros nada）。
萨帕塔民族解放军反对经济全球化，并认为它严重且负面地影响了其原住民支持群体的农民生活，并压迫了全世界的人民。此外，北美自由贸易协议的签署还导致通过集体土地使用权向墨西哥各地原住民群体提供补偿的墨西哥宪法第27条第七款遭删除。
该组织現已逐步放弃暴力。不少背包客旅行慕名而至。萨帕塔运动被认为是第一个后现代主义革命。

### 后殖民主义

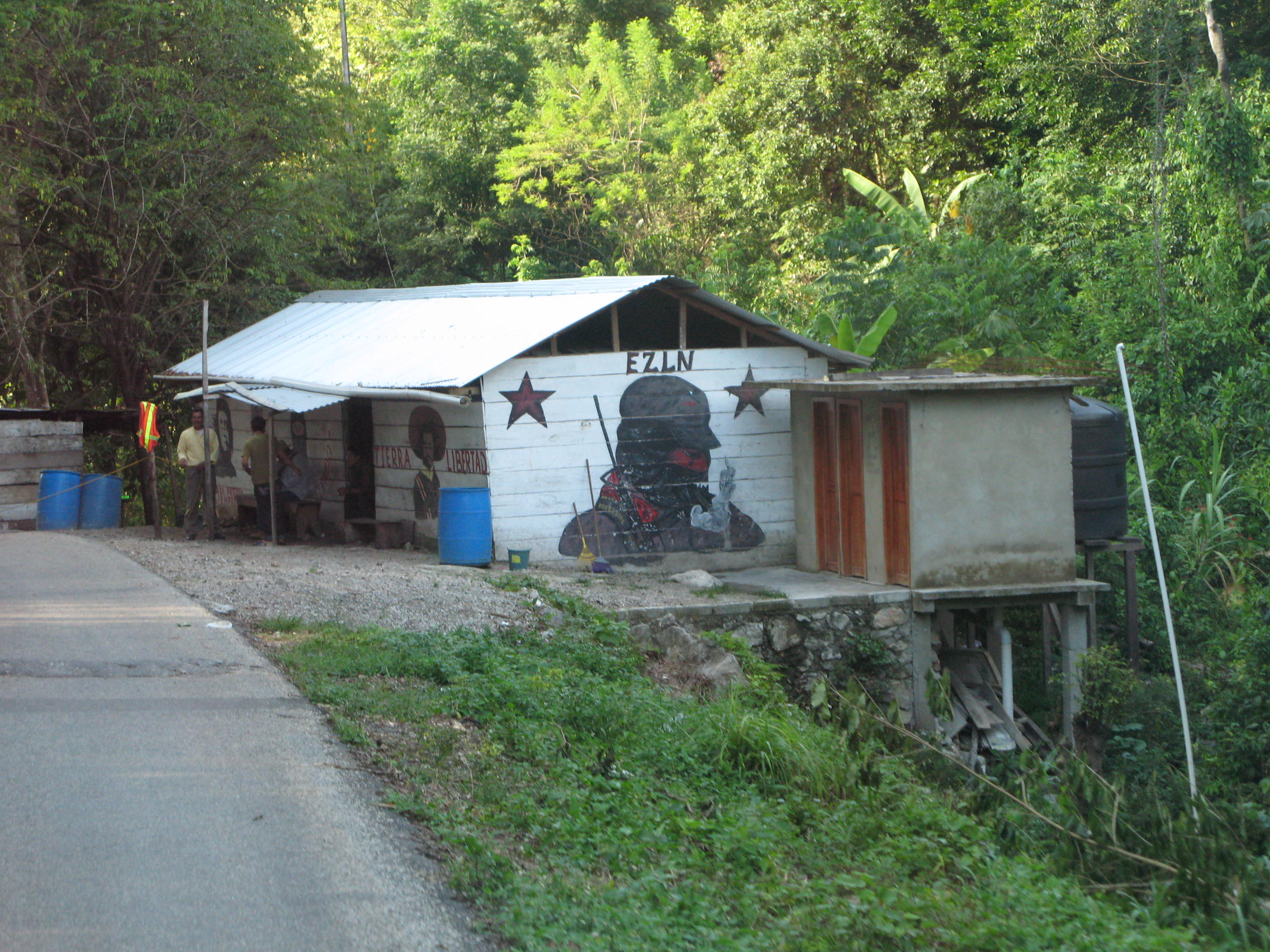
帕伦克附近萨帕塔民族解放军的涂鸦，摄于2010年

后殖民主义学者认为，萨帕塔主义者对1994 年《北美自由贸易协定》出台的反应可能反映了经历过殖民主义的社会在观念上的转变。
萨帕塔主义者利用联合国经济及社会理事会（ECOSOC）等组织来提高人们对他们的反叛和原住民权利的认识，他们声称墨西哥政府缺乏对该国贫困和边缘化人口的尊重。向ECOSOC和其他非政府机构发出呼吁，可能使萨帕塔主义者通过重新定义他们作为原住民和墨西哥公民的身份，建立起一种自治意识。

### 宗教
萨帕塔意识形态最重要的信条之一是解放神学，恰帕斯州主教萨穆埃尔·鲁伊斯被认为是关键人物。萨帕塔运动对外是世俗的，没有官方宗教。然而，整个萨帕塔运动受到了解放神学及其支持者的影响。该组织很早就规定，它“与任何天主教宗教当局或任何其他信仰的当局都没有关系。”
当地天主教神职人员在恰帕斯州新萨帕塔主义者的形成过程中起到了催化作用，因为教会在当地原住民社区中享有强有力的地位。事实证明，教授解放神学的原住民解经人对于组织当地居民至关重要，并为迄今为止被认为过于危险或激进的运动披上了合法的光环。天主教社会主义讲经人在该地区的活动使国民解放军得以打入当地村庄，并开始与天主教协会“Slop”（泽塔尔语中“根”之义）合作，该协会的主要目的是组织原住民抵抗运动。国民解放军与当地天主教活动家的合作催生了萨帕塔民族解放军。
在 1994 年起义之前的几十年里，在圣克里斯托瓦尔罗马天主教区主教萨穆埃尔·鲁伊斯的指导下，培养了一批原住民讲经人。在实践中，这些基督教解放派讲经人提高了政治意识，建立了组织结构，并帮助提高了恰帕斯州原住民社区的进步思想。这些解经团的组织和1974年原住民大会等活动为EZLN将许多原住民社区团结在解放的旗帜下奠定了意识形态基础，这往往也是组织基础。此外，这些原住民讲经人中的许多人后来加入了EZLN并在其内部组织起来。
人类学家邓肯·厄尔（Duncan Earle）和珍妮·西莫内利（Jeanne Simonelli）断言，上述解经人传播的解放主义天主教强调帮助穷人，在解决物质条件的同时解决精神问题，这使许多原住民天主教徒加入了萨帕塔运动。除了萨帕塔主义者之外，在20世纪末蓬勃发展的原住民抵抗运动和原住民身份认同运动中，出现了以原住民解放主义基督教为基础的更广泛的原住民运动。Las Abejas是这一更广泛运动中的一个团体，它是一个大公主义基督教组织。Las Abejas得到了圣克里斯托瓦尔教区的支持，但不受教区控制，该组织致力于非暴力，但同情和声援萨帕塔主义者的目标。由于与萨帕塔主义者的关系，在1997年的阿克泰尔屠杀中，45名Las Abejas成员被杀害。
1994年，萨帕塔民族解放军（EZLN）发动起义，天主教会被指控煽动叛乱；这一指控得到了萨帕塔主义者的证实，他们认为当地解经人说服了当地原住民加入了起义。因此，萨帕塔运动被描述为马克思主义与传统天主教精神结合的运动。由于致力于天主教，EZLN甚至能够团结保守的天主教徒以支持其社会主义事业。

## 交流

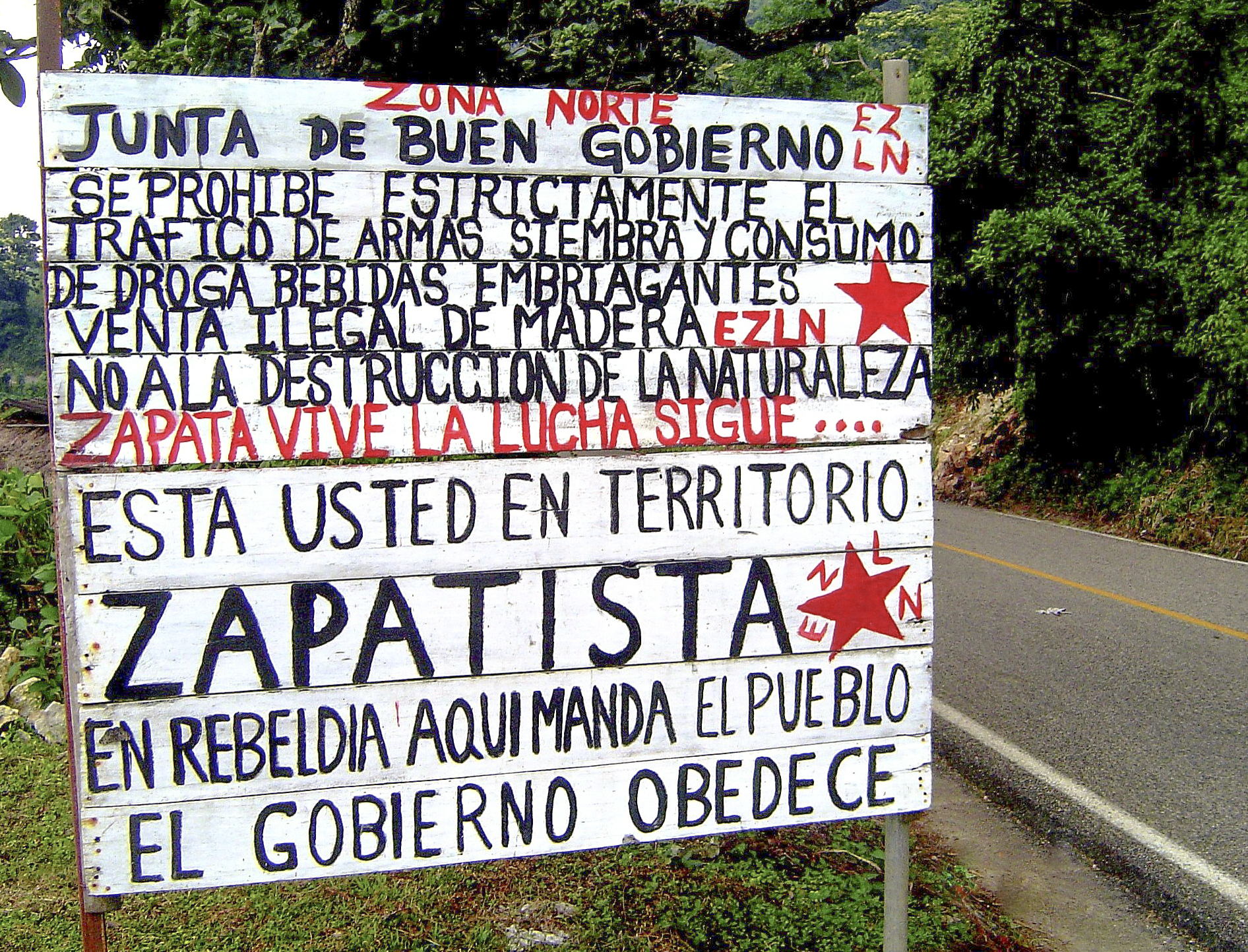
萨帕塔自治领地入口的标志：北区。善政委员会。严格禁止：贩运武器、种植及消费毒品、酗酒、非法出售木材及破坏自然。萨帕塔还活着，战斗仍在继续……你正处于反叛萨帕塔领地。在这里，人民统治——政府服从。

EZLN高度重视与墨西哥和世界其他地区的交流。马科斯和萨帕塔主义者会发出数百封信，举行会面（群众会议），进行多次采访，会见知名公众和文学人物，包括奥利弗·斯通、娜欧米·克莱因、盖尔·加西亚·贝纳、达妮埃尔·密特朗、雷吉斯·德布雷、约翰·伯格、爱德华多·加莱亚诺、加夫列尔·加西亚·马尔克斯、若泽·萨拉马戈和曼努埃尔·巴斯克斯·蒙塔尔万，参加专题讨论会和座谈会，发表演讲，接待数以千计的国内和国际活动家来访，并参加了两次巡回全国各地的游行。来自北美和南美以及许多欧洲国家和一些亚洲国家的媒体组织对该运动及其发言人进行了新闻报道。据记者豪尔赫·阿隆索（Jorge Alonso）称，到2016年，马科斯的著作已被“学术界引用超过1万次”。

## 水平自治与原住民领导

恰帕斯州完全或部分由萨帕塔主义者控制的领土

萨帕塔社区建立并维护自己的卫生、教育和可持续生态农业系统，通过《妇女革命法》促进公平的性别关系，并通过外联和政治沟通建立国际团结，此外，他们还关注建设“一个多世界共存的世界”。2014年5月，萨帕塔主义者的斗争再次引起国际关注，教师和教育促进者“加莱亚诺老师”（为纪念反资本主义作家爱德华多·加莱亚诺而自取的名字）在当地准军事民团发动的对萨帕塔自治区学校和医疗诊所的袭击中遇害。在随后的几周里，成千上万的萨帕塔主义者和国内外同情者动员起来，聚集在一起纪念加莱亚诺。在这次活动中，萨帕塔主义者的非官方发言人副司令马科斯也宣布他将辞职下台。